# Rue Bracka
La rue Bracka (en polonais Ulica Bracka) est une rue du centre historique de Cracovie qui mène de la place du Marché principal au sud jusqu'à l'église Saint-François d'Assise, également appelée église des Frères Mineurs (braćmi mniejszymi), d'où le nom de la rue – Bracka.
Contrairement aux autres rues partant de la place du marché, elle n'est pas parfaitement droite, mais légèrement courbe. Cette courbure est la preuve qu'il y avait ici quelques bâtiments avant la fondation de la ville en 1257, ce dont les urbanistes de l'époque ont dû tenir compte lors de l'élaboration du nouveau plan de Cracovie. La rue est courte mais compte de nombreuses maisons historiques.
Une fois par an en juin, en commun avec la rue voisine, la rue Bracka célèbre sa Journée du Pigeon. La renommée de la rue a été apportée par la chanson Bracka sur l'album " To tu, to tam " de Grzegorz Turnau.

## Édifices
- N° 1. Dans les années 1876–1930, le grand poète de Podhale – Władysław Orkan – a vécu, écrit et est mort dans l’immeuble. Il y avait autrefois une excellente cave appelée « Bodega » attirant de nombreux artistes et écrivains, où à la place des tables, il y avait des tonneaux.
- N° 1a. Immeuble construit dans les années 1905-1907, en partie en utilisant les murs des anciennes dépendances.
- N° 3 à 5[3],[4]. L’immeuble Gostkowski a été construit dans les années 1851-1852 en fusionnant deux bâtiments. À la fin du XIIIe siècle ou au début du XIVe siècle, le vogt Henryk (frère du vogt Albert) construisit une tour défensive en calcaire sur la propriété. La tour a été construite sur un plan carré avec des dimensions de 9,05 × 9,05 m, et ses murs avaient une épaisseur de 1,16 à 1,20 m. La tour se dresse à l’angle des rues Bracka et Gołębia, mais elle n’a été conservée que partiellement, car au milieu du XIVe siècle, elle a été fusionnée dans les murs d’une maison gothique portant le nom de son propriétaire – la maison Melsztyn. La maison a ensuite été reconstruite par l’université et, à partir de 1470, elle a abrité la bourse hongroise, qui a été donnée aux étudiants hongrois, qui venaient en grand nombre à Cracovie pour étudier. Le doyen du dortoir était le célèbre érudit Wojciech de Brudzewo. Lorsque l’intérêt des Hongrois pour les études à Cracovie a diminué, le dortoir a été fermé en 1558. Après la réforme de l’université Kołłątajowska, l’immeuble a été vendu à des propriétaires privés. Son aspect actuel est le résultat d’une reconstruction, consistant à la combiner avec deux immeubles voisins. Sur la maison, il y a une plaque de granit en polonais et en hongrois avec l’inscription suivante : Ce bâtiment est devenu une maison pour les étudiants hongrois qui étudiaient à Cracovie aux XVe et XVIe siècles, qui sur le sol polonais pour la gloire de la culture hongroise pour le bien de leur patrie, ont augmenté leurs connaissances à la grande et célèbre université Jagellonne. En 1904, Zygmunt Sarnecki a ouvert la première boutique d’art de Cracovie – « Ars » – dans cet immeuble. Au milieu des années 1930, la Salle du Royaume de la congrégation des Témoins de Jéhovah de Cracovie était située au n° 5. Cette adresse était aussi l’emplacement d’une succursale de l’administration de la revue « L’Âge d’or ». Entre 2000 et 2011, le café de la Vieille Province (bâtiment n° 3) était le siège du café. Depuis 2004, le café New Province est situé à côté. En 2014, un interphone de poésie a été installé à l’entrée du café. L’installation, préparée en collaboration avec la maison d’édition a5[6] et le bureau du Festival de Cracovie, avait pour but de rappeler que Cracovie a reçu le titre de Ville UNESCO de littérature[5].
- N° 4. Au XVIe siècle, l’immeuble du n° 4 était relié par des cours. Il appartenait aux familles Ossoliński et Branicki. Après la restauration, une voie commerçante a été créée dans l’arcade, tout comme dans le passage Bielak entre la place du marché principal et la rue Stolarska.
- N° 6. Dans la Maison de la Tête Blanche, un beau portail du XVIIe siècle a été conservé, décoré de la tête de Méduse, enlacée de deux serpents.
- N° 7. L’immeuble des Pays-Bas, situé à l’angle du 1 rue Gołębia, porte les armoiries d’Abdank avec la couronne du comte sculptée dans du marbre noir à côté du portail. Dans la première moitié du XIXe siècle, la maison appartenait à la famille Ankwicz. C’est de Mlle Henrietta Ewa Ankwiczówna, lors de son séjour à Rome, qu’Adam Mickiewicz tomba amoureux à la fin de l’année 1829. Cependant, son père, le comte Stanislas, emmena la jeune femme de Rome à Cracovie, car il ne considérait pas le poète comme un partenaire approprié pour son unique enfant bien-aimé. Henrietta Ewa Ankwiczówna est devenue le prototype d’Ewa à partir de la troisième partie de « Dziady » (« Veille des ancêtres »), ainsi que la destinataire des poèmes du poète : « À mon Chiczeron ». « À H... Convocation à Naples. (Imitation de Goethe) ». Entre 1561 et 1564, l’immeuble a été acheté à la famille Boner par Daniel Chroberski (orfèvre, membre du conseil municipal, ancien de l’église calviniste de Cracovie). À cette époque, Faust Socinus y vivait. Le 30 avril 1598, un groupe d’étudiants de Cracovie, incité par le clergé catholique local, traîna le malade Socyn hors de son appartement, brûla l’appartement avec sa collection de livres et tenta de le tuer.
- N° 8. Dans le passé, il y avait de nombreux ateliers d’orfèvres et de forgerons dans la rue Bracka, et dans l’immeuble du n° 8, il y avait une maison de guilde d’orfèvres.
- N° 9. La maison Straszewski était le centre d’une importante vie sociale à l’époque où le cofondateur de Planty – Florian Straszewski – y vivait.
- N° 10. L’immeuble Pieniążek reconstruit en 1853 (rénové dans les années 1977-1980) rappelle l’époque gothique. Il y avait autrefois deux maisons d’habitation ici, mais elles ont brûlé lors du grand incendie de 1850 ; Il a été reconstruit en un seul bâtiment. C’est ici qu’a vécu Ludwik Michałowski (1829-1899), un collectionneur d’art bien connu qui tenait un salon artistique. Pendant la Seconde Guerre mondiale, une bombe endommage la façade et le portail baroque, rénové entre 1957 et 1958. Malgré de nombreuses transformations, quelques portails gothiques et une belle pièce « à l’arrière » avec une colonne intéressante entre les fenêtres et un beau plafond ont survécu.
- N° 11. L’immeuble du n° 11 a été érigé au XVe siècle.
- N° 12-14 Palais Larisch, le bâtiment a été acheté en 1833 par le baron Karol Larisch, qui, après un incendie en 1851, a reconstruit le palais baroque de Stefan Jordan du XVIIIe siècle, en y ajoutant une nouvelle façade du côté de la place de la Toussaint. Après la rénovation, il a cédé le bâtiment à la ville, qui l’a aménagé comme siège de plusieurs institutions culturelles et éducatives (dont la Société des amis des beaux-arts). La forme actuelle du bâtiment a été obtenue après une rénovation dans la seconde moitié du XIXe siècle. C’est alors qu’il est devenu le siège officiel des maires de Cracovie (il l’est resté jusqu’à la Seconde Guerre mondiale). Après la guerre, il abritait une bibliothèque et un bureau d’état civil. Actuellement, le palais Larisch est la propriété de la faculté de droit et d’administration de l’université Jagellonne.
- N° 13. L’immeuble abrite le bureau du Comité social pour la restauration des monuments de Cracovie.
- N° 15. L’immeuble a l’air modeste, mais a déjà eu des propriétaires très riches. Au XVIe siècle, il appartenait à la famille Ligęzy, et un siècle plus tard à la famille Jordan, qui l’a vendu à une famille bourgeoise. C’est ici que se trouve le bureau de la Chambre de tourisme de Cracovie.